# مسلمانان مرا وقتی دلی بود
غزلی با مطلع «مسلمانان مرا وقتی دلی بود» غزل شمارهٔ ۲۱۷ از دیوانِ حافظ در تصحیحِ محمد قزوینی و قاسم غنی است.

## در اجراها
محمدرضا شجریان در برنامهٔ شمارهٔ ۴۸ از مجموعهٔ گل‌های تازه این غزل را به همراه غزل بیا و کشتی ما در شط شراب انداز در دستگاهِ چهارگاه اجرا کرده‌است.